# 70 Panopaea
Panopaea (asteroide 70) é um asteroide da cintura principal com um diâmetro de 122,17 quilómetros, a 2,1421654 UA. Possui uma excentricidade de 0,1812037 e um período orbital de 1 545,63 dias (4,23 anos).
Panopaea tem uma velocidade orbital média de 18,41425624 km/s e uma inclinação de 11,58479º.
Este asteroide foi descoberto em 5 de Maio de 1861 por Hermann Goldschmidt. Seu nome vem da personagem mitológica grega Panopeia.